# 何塞·玛丽亚·卡斯特罗·马德里斯
何塞·瑪麗亞·卡斯楚·馬德里斯（西班牙語：José María Castro Madriz，1818年9月1日—1892年4月4日），哥斯达黎加律师、学者、外交官和政治家，于1847年至1849年和1866年至1868年两次担任哥斯达黎加总统在他任期內爆發的兩次軍事政變使他無法完成他的任期，在他首次期間，即1848年8月31日，他正式宣布哥斯达黎加獨立建共和国，彻底切断了哥斯达黎加与奄奄一息的中美洲联邦共和国的联系。
卡斯楚1818年9月1日生於圣何塞，在尼加拉瓜的莱昂大学學習，毕业时获得哲学学士和法学博士学位。在就任总统前後担任过许多公职。他担任了16年的国立大学校长，并担任了几届政府的内阁部长和大使，还主持过司法机构（1860年至1866年和1870年至1873年担任最高法院首席法官）和立法机构（1844年至1845年担任众议院主席，1859年担任第四届制宪会议主席），使他成為除里卡多·希門尼斯·奧雷穆諾外唯一在政府中三部門任職過的總統。他年僅28歲便就任總統，是有史以来担任哥斯达黎加总统的最年轻的人。
作为一名活跃的共济会员，卡斯楚一直批评罗马天主教会的政治影响。在當時哥斯达黎加政府实行广泛的审查制度之時，他也是新闻自由的有力捍卫者。但他於1848年的宪法改革中确立了哥斯达黎加独立以来最严格的选举权。作为总统，他缺乏坚定的政治基础，使他易受軍事政變之困擾。任外交、教育、司法、公共援助和宗教事务部长時，卡斯楚是其姐夫普羅斯佩羅·費爾南德斯·奧雷穆諾总统（1882-1885）政府中最具影响力的人物，他对该政府通过的反教会立法负有很大责任。
他与帕西菲卡·费尔南德斯结婚，后者设计了1848年版本的哥斯达黎加国旗。他的女儿克里斯蒂娜·费尔南德斯·卡斯楚於1883年与美國商人小庫珀·基思结婚，兩人之孙子拉斐爾·伊格萊西亞斯·卡斯楚在1894年至1902年担任哥斯达黎加总统。